# Európa Könyvkiadó
Az Európa Könyvkiadó nagy hagyományokkal rendelkező magyar irodalmi könyvkiadó.

## Története
1946-ban alapították Új Magyar Könyvkiadó név alatt. A 1948-tól tevékenysége főképp a szovjet irodalom közvetítésére szorítkozott. 1955-ben szervezték újjá a magyarországi szépirodalmi kiadókat, az Új Magyar Könyvkiadó tevékenységi köre bővült, ezentúl a világirodalom egésze ennek a kiadónak a gondozásában jelent meg. 1957-ben a kiadó felvette az Európa nevet.
A kiadó a szépirodalom elterjesztését tűzte ki célul, számos szépirodalmi sorozatot jelentetett meg, így a Diákkönyvtár, a Világirodalom klasszikusai és a Népek meséi sorozatot. 1958-ban indult a legfrissebb világirodalmi alkotásokat bemutató Modern Könyvtár és az egyes nemzeti irodalmak modern novellatermését reprezentáló Dekameron sorozat. 1966-ban kezdte meg az Európa Zsebkönyvek kiadását.
Az Európa Könyvkiadó 1993 óta száz százalékos magyar magántulajdonban lévő, korlátolt felelősségű társaságként működik.

## A kiadó vezetői, munkatársai

### Igazgatók
- Rákos Ferenc (1951–1956)
- Bíró Lívia (1957)
- Simó Jenő (1958–1964)
- Domokos János (1965–1987)
- Osztovits Levente (1988–2006)
- Barna Imre (2006–2013)
- M. Nagy Miklós (2013–2017)
- Kuczogi Szilvia (2017–)

### Irodalmi vezetők
Domokos János (1956–1964), Wessely László (1969–1978), Antal László, Gerencsér Zsigmond, Magyarósi Gizella.

### Szerkesztők, főszerkesztők, többek között
Bajomi Lázár Endre, Szíjgyártó László, Szappanos Balázs, Karig Sára, Pór Judit, Györffy Miklós, Bart István, Gy. Horváth László, Barkóczi András, M. Nagy Miklós, Szappanos Gábor, Katona Ágnes, N. Kiss Zsuzsa, Szabó Olimpia, Géher István, Várady Szabolcs, Vas István, Lator László, Gaborják Ádám, Wertheimer Gábor, Rácz I. Péter.

## A kiadó könyvsorozatai
- 100 könyv
- Európa Diákkönyvtár
- Fekete Könyvek
- Kapszula Könyvtár
- Lyra Mundi
- Modern Könyvtár
- Millenniumi Könyvtár
- Napjaink Költészete
- Vidám Könyvek
- A világirodalom remekei

## Díjak
- Az év kiadója második díj (2010)
- Az év kiadója első díj (2009)
- Az év kiadója első díj (2007)
- Az év kiadója harmadik díj (2006)
- Az év kiadója harmadik díj (2005)
- Az év kiadója harmadik díj (2004)
- Az év kiadója negyedik díj (2003)
- Az év kiadója első díj (2001)